# 수퍼푸드
수퍼푸드(영어: Superfood)는 영양분석의 특정한 측면이나 전반적인 영양밀도를 바탕으로 건강한 효능이 있다고 여겨지는 식품에 사용하는 마케팅 용어이다.  이 용어는 전문가, 영양사, 영양학자들이 일반적으로 사용하지 않으며, 그 중 많은 사람들이 특정한 음식이 제조사의 주장대로 건강과 관련된 효능을 지니고 있다는 것에 이의를 제기한다.
유럽연합은 2007년에 신뢰할 수 있는 과학적 연구를 바탕으로 인정받은 건강효능주장 없이 어떤 제품을  '수퍼푸드'로 홍보하는 것을 금지하였다. 미국에서는 여전히 이 용어가, 특히 새롭고 이국적인 식품의 포장지에 사용되고 있다.

## 용어의 정의와 사용

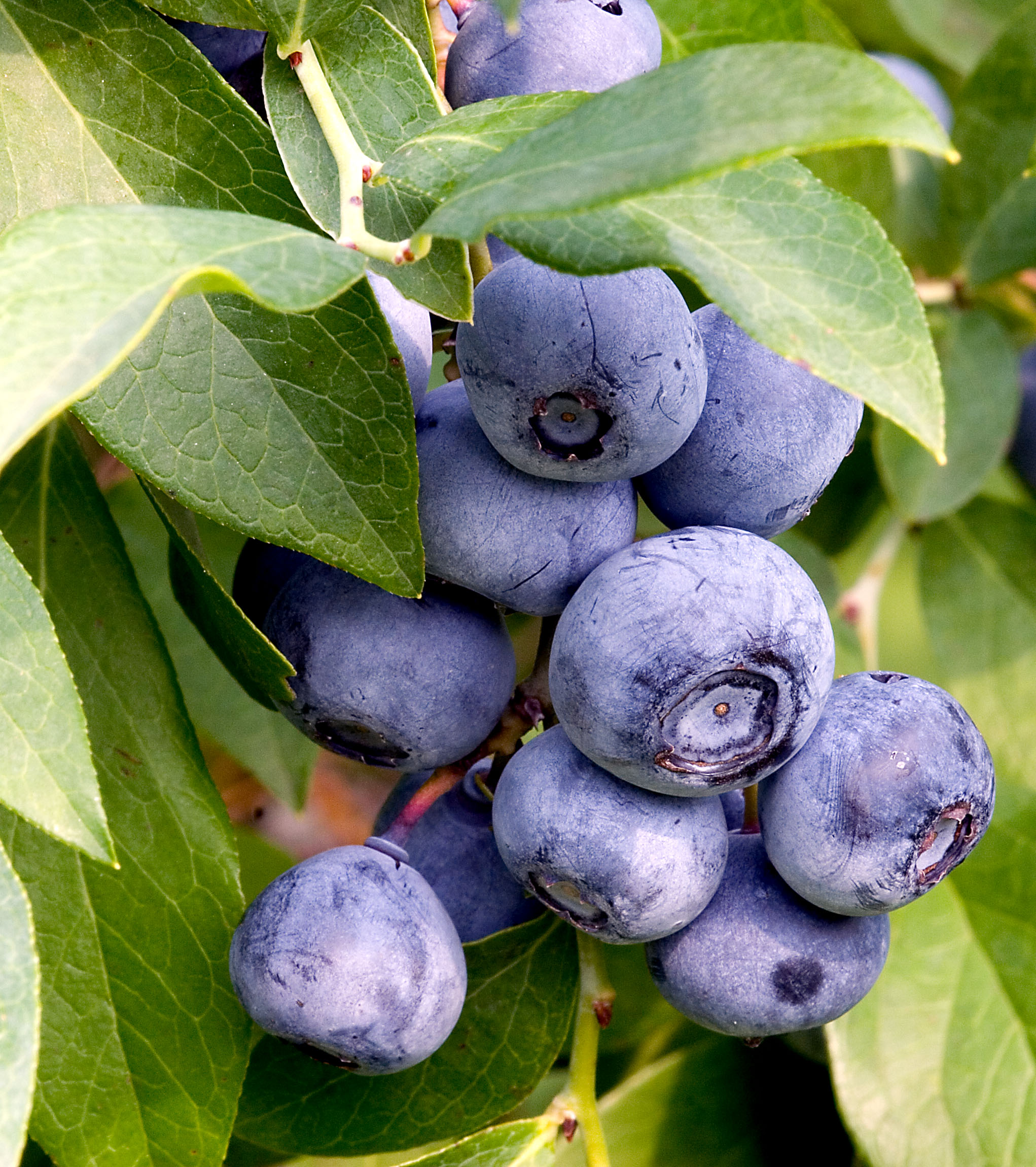
블루베리는 흔히 슈퍼푸드라고 불리지만 함유하는 영양소는 다른 채소와 과일들에 비해 대단하지 않다.

주요 소비자 시장을 규제하는 기관이 이 용어에 대한 공식적인 정의를 정한 바는 없다.
이 용어에 대한 기록된 용례 중 제일 오래된 것은 1차 세계 대전 중에 출판된 자메이카의 뉴스에 게재된 시이다. 이 용어는 와인과, 와인의 "부가적으로" 생명력을 촉진시키는 효능을 나타냈다. 두 번째로는 1949년에 캐나다의 신문에서, 어떤 머핀의 영양적인 품질의 완전성을 칭송하기 위해 사용되었다.:68
'수퍼푸드'라는 용어는 20세기 후반과 21세기 초반에 어떤 음식, 식이보충제, 선별된 식품첨가물이 첨가된 음식, 건강 증진을 약속하는 fad diets에 관한 자습서에서 마케팅 도구로서 사용되기 시작하였다. 이러한 상품들은 대개 슈퍼 푸드 딱지를 붙이지 않고 판매되는 비슷한 제품보다 좀 더 높은 가격으로 판매된다.:71-71 영국 암 연구소에 따르면, "'수퍼푸드'라는 용어는 그냥 과학적 근거가 빈약한 마케팅 도구일 뿐이다." 런던의 성 조지 병원의 수석 영양사인 캐서린 콜린스에 따르면, 이러한 용어를 사용하는 것은 위험할 수 있다. 콜린스는 "'수퍼푸드'라는 용어는 잘해야 무의미할 뿐이며 최악의 경우 위험할 수 있다. 수퍼푸드에 대한 잘못된 주장이 너무 많아서 도대체 어디서부터 지적해야 할지 모르겠다." 라고 말했다.
'수퍼프루트'는 2004년부터 사용된 '수퍼푸드'의 하위개념이다.  어떤 과일을 '수퍼프루트'로 규정할지는 전적으로 생산자한테 달려있으며, 이 용어는 주로 소비자들의 수요를 만들어내기 위해 사용된다.
유럽연합은 2007년에 어떤 제품을 신뢰할 수 있는 과학적 연구를 바탕으로 인정받은 건강효능주장없이 '수퍼푸드'로 홍보하는 것을 금지하였다. 이러한 규정은 제조업체들이 왜 이 음식이 특별히 건강적인 효능이 있거나 수퍼푸드로서 분류될 수 있는지에 대한 과학적인 증명이나 증거를 기입하도록 강제하기 위한 홍보 규범이었다.
유럽식품정보위원회는 영양소가 짜임새 있는 식단, 특히 과일과 채소를 포함하는 식단을 통해 충분히 보충될 경우 '수퍼푸드'만을 기반으로 한 식단을 짜는 것은 실용적이지 않다고 진술했다.
영국 암 연구소는 수퍼푸드가 암을 포함한 질병을 예방하거나 치료하는 효능이 있다고 홍보되지만, "암의 위험성을 줄이기 위해 '수퍼푸드'라고 불리는 것들에 의존해서는 안 된다. 수퍼푸드만으로는 건강하고 균형잡힌 식단을 구성할 수 없다."고 경고했다.

## 예시
수퍼푸드라고 묘사되는 음식들이 가지고 있다고 주장하는 건강상의 이점과 효과는 흔히 과학적 연구를 뒷받침하지 않거나, 과학적 연구에 의해 반박된다. 예를 들어 AMA가 2003년에 수행한 연구에 따르면 생 코코아콩은 혈압과 심장의 건강의 지표에 긍정적인 영향을 준다고 했지만, 2009년에 수행된 연구는 코코아의 심혈관계 질병에 대한 긍정적인 효과가 확실하지 않다고 언급했다.
유나이티드 프루트 컴퍼니는 20세기 초반에 오늘날의 '수퍼푸드' 마케팅과 비슷한 방식으로 바나나를 홍보했다.
네덜란드의 식품안전 협회 부딩센트룸 Voedingscentrum 은 고지베리, 삼의 씨앗, 치아의 씨앗, 밀싹을 팔아치우기 위해 사용하는 건강효능주장을 검토하였고, 이러한 주장들은 과학적으로 증명되지 않았다고 적었다. 협회는 수퍼푸드의 효능을 극단적으로 맹신하여 다량의 특정한 수퍼푸드를 섭취하는 것은 "결함이 있는, 불균형한 식사" 일 수 있다고 경고하였다.
베리류는 예비 연구가 진행 중이며 건강상의 특별한 효능이 있는지 아직 확실하지 않은 채로 남아있다. 특히 유명한 수퍼푸드인 블루베리는 수퍼푸드로서 기대되는 수준과 비교했을 때 특별히 영양밀도가 높지 않으며, 비타민 C, 비타민 K, 망간의 세 종류의 필수영양소의 함유량은 평범한 수준에 불과하다. 블루베리는 흔히 항산화제, 특히 시험관 내부에서만 효능이 증명되었을 뿐인 안토시아닌의 함량이 높다고 알려져 있다. 하지만 안토시아닌이 풍부한 식물성 음식을 섭취해도 이러한 항산화 효과는 체내에서 유지되지 않는다. 라이너스 폴링 연구소와 유럽 식품안전청이 설명했듯이, 식용 안토시아닌과 다른 플라보노이드는 소화 과정을 거친 뒤에는 항산화제로서의 가치가 거의, 또는 전혀 존재하지 않는다.

## 경제와 유행
2007년에, 수퍼푸드 범주는 2011년까지 수천개의 새로운 수퍼프루트 제품이 출시되며 몇 조원 규모의 국제 산업이 될 것이라고 예측되었다. 데이터모니터에 따르면 수퍼프루트 제품 출시는 2007년부터 2008년까지 67%의 비율로 증가했지만, 석류, 아사이베리, 고지베리로 만든 식품, 비식품 제품이 출시된 2011년부터 크게 침식되어 2009년, 2010년과 비교해 2011년, 2012년에 56%까지 줄어들었다.
기능성 식품과 음료에 대한 수십 가지의 업계출판물이 이국적이거나 산화방지효과가 있는 다양한 과일들을 수퍼프루트라고 언급했으며, 2007-2008년에 10,000 개가 넘는 신제품을 출시할 것으로 예상하였다. 오세아니아의 노니, 중국의 고지와 산자, 동남아시아의 망고스틴, 남아메리카의 아사이 등의 미국의 소비자들에게 잘 알려지지 않은 상대적으로 희귀한 과일들로 만든 제품들은 2005년부터 2010년까지 성공적으로 첫 번째 유행이 되었지만, 2013년부터 인기가 줄어들었고 아프리카 남부의 바오밥, 북유럽의 극지대 베리류로 만든 새로운 제품들로 대체되었다. 석류를 사용한 신제품에 관한 소비자의 관심은 2013년에도 비슷하게 유지되었다.
주류 소비자들은 처음에는 생과일은 인기가 없는 노니와 석류와 같은 제품을 선호하는 것처럼 보였고 이 두 과일을 가공한 음료는 제일 많이 팔려나갔다. 타히티안 노니는 1996년에 노니 과즙을 판매하기 시작했으며 이후 10년 간 수십억 달러를 벌어들였다. 초기의 연구는 2005-2007년에 새로 출시한 석류 기반 제품의 판매량이 400% 가까이 성장했으며, 이는 지난 6년 간의 모든 수익을 초과한다는 것을 보여준다. 이와 비슷하게 망고스틴을 포함한 다양한 과즙으로 만든 음료를 취급하는 XanGo의 판매량은 2002년의 4,000만 달러에서 2005년의 2억 달러로 성장하였다.
제조업자는 맛을 덮어씌우거나 새로움과 건강함의 이미지를 제공하기 위해 수퍼프루트를 식품의 풍미를 향상시키는 데 첨가하는 전략을 사용해왔다. 2005년에는 베리류에서만 오천개의 신제품이 등장하였고, 수퍼프루트 카테고리는 2008년에 소비자 제품의 세계 10대 트렌드 중 하나였다. 하지만 2013년까지 수퍼프루트 제품의 혁신은 전반적으로 줄어드는 것처럼 보였고, 목록에 새로운 제품이 등장하는 경우도 줄어들었다. 하지만 2011년부터 2015년까지 포장에 '수퍼푸드', '수퍼프루트', '수퍼그레인'을 포함하는 음식, 음료의 개수는 두 배로 늘어났다.

## 같이 보기
- 기능성 식품